# Беллінген (Рейнланд-Пфальц)
Беллінген (нім. Bellingen) — громада в Німеччині, розташована в землі Рейнланд-Пфальц. Входить до складу району Вестервальд. Складова частина об'єднання громад Вестербург.
Площа — 4,29 км2. Населення становить 618 ос. (станом на 31 грудня 2020).